# Asics
Asics — японская компания, занимающаяся разработкой дизайна, производством и продажей спортивной одежды и обуви. Штаб-квартира компании расположена в Кобе. Основной вид продукции — кроссовки, также продаёт другую обувь (например сандалии), спортивную одежду, спортинвентарь и аксессуары.

## История
Компанию основал 1 сентября 1949 года Кихатиро Оницука (яп. 鬼塚 喜八郎) под наименованием Onitsuka Company. Компания занялась производством обуви для различных видов спорта — баскетбола, волейбола, марафонского бега. К началу 1960-х годов обувь Onitsuka начала пользоваться спросом у спортсменов, в частности, в 1964 году Абебе Бикила в кроссовках Onitsuka выиграл золото в марафонском беге на Олимпиаде 1964 года в Токио. В Бостонском марафоне 1966 года две трети участников были в обуви Onitsuka Tiger. Фирменные полосы на кроссовках впервые появились на модели Mexico 66, выпущенной к Олимпийским играм 1968 года в Мехико. Компания Blue Ribbon Sports (позже ставшая Nike) была основана в 1964 году для импорта кроссовок Onitsuka в США. В 1973 году была создана дочерняя компания в Калифорнии, а в 1975 году — в ФРГ.
В 1977 году Onitsuka объединилась с двумя другими японскими производителями товаров для занятий спортом — GTO и JELENK. Объединённая компания получила название Asics (акроним от лат. anima sana in corpore sano — «в здоровом теле здоровый дух»). Оницука стал президентом Asics. Логотип компании был разработан художником-графиком Гербертом Любалином. В 1979 году в Кобе был открыт научно-исследовательский институт спорта для изучения и проектирования беговой обуви. В начале 1980-х годов Asics экспортировала продукцию в 80 стран; для обхода ограничений на импорт компания начала лицензировать производство предприятиям в США, Израиле, Греции и Австралии. В 1984 году для выхода на рынок Латинской Америки было создано совместное предприятие с бразильской компанией Cambuci, S.A. В 1985 году была зарегистрирована дочерняя компания в Австралии. В 1986 году компания начала выпускать обувь с амортизирующими гелевыми вставками (технология GEL-Lyte). В 1988 году началось производство в КНР, а в 1990 году — в Индонезии. В 1992 году компания стала официальным поставщиком обуви для Олимпиады в Барселоне. К концу 1980-х годов международные продажи были близки к 1 млрд долларов; на этом уровне они оставались в течение 1990-х и начале 2000-х годов. В 2002 году компания возродила бренд Onitsuka Tiger, под которым начала продавать свои классические модели прошлых десятилетий.
В 2018 году Asics привлекла для создания новой коллекции болгарского модельера Кико Костадинова.

## Деятельность
Выручка Asics за 2024 финансовый год составила 678,5 млрд иен ($4,32 млрд), её распределение по регионам: Япония — 18 %, Северная Америка — 20 %, Европа — 26 %, Китай — 15 %, Океания — 6 %, Юго-Восточная и Южная Азия — 5 %, другие регионы — 7 %. Распределение выручки по категориям товаров: обувь для бега — 50 %, обувь для различных видов спорта — 13 %, повседневная обувь — 10 %, одежда и спортинвентарь — 6 %, обувь, одежда и аксессуары под брендом Onitsuka Tiger — 11 %, другие товары и услуги — 10 %.
Продукцию изготавливают независимые контрактные производители: обувь производится на 18 фабриках в 5 странах, одежда и аксессуары — на 160 фабриках в 18 странах. Основными центрами производства являются Вьетнам, Индонезия и Камбоджа, фабрики в Китае, Индии, Бразилии и Португалии работают в основном на внутренние рынки. Небольшую часть продукции выпускают собственные фабрики в Японии.

## Отношения с Nike
Компания Nike (первоначально известная как Blue Ribbon Sports) была основана для продажи обуви Onitsuka Tiger в США. Когда Фил Найт посетил Японию в 1963 году, вскоре после окончания Стэнфордского университета, он был впечатлён обувью Onitsuka Tiger и сразу же посетил офис Onitsuka и предложил стать их торговым агентом в США. Специально для американского рынка была разработана модель Onitsuka Cortez. Через несколько лет отношения рухнули, и обе компании подали в суд друг на друга, а Nike сохранила права на название нескольких моделей кроссовок.

## Рекламное спонсорство
Asics спонсирует различные спортивные ассоциации, команды и отдельных лиц; Спонсорство включает World Athletics, Лос-Анджелесский марафон, а также отдельных спортсменов, таких как волейболист Ран Такахаси, футболист Такехиро Томиясу и теннисисты Новак Джокович, Алекс де Минаур и Жасмин Паолини октября 2011 года компания объявила, что станет новым официальным производителем формы для австралийской национальной команды по крикету, заменив немецкого производителя Adidas. Asics также является официальным партнёром Олимпийского комитета Японии.

## Условия труда
В марте 2017 года сотрудники, собиравшие продукцию Asics в Камбодже, упали в обморок из-за густого дыма, присутствующего на заводе, где они работали. Компания ответила на это, заявив, что она, наряду с заводом, о котором идёт речь, «рассмотрит конкретные меры, уделяя особое внимание осведомлённости работников и обучению охране труда и технике безопасности, а также включая улучшенную систему вентиляции воздуха».
В марте 2021 года, в то время как несколько западных брендов одежды выразили обеспокоенность по поводу утверждений о принудительном труде уйгуров, задействованных в производстве хлопка в Синьцзяне, Asics также объявила, что форма олимпийской сборной Австралии не будет содержать хлопка, полученного из Синьцзяна.

## Галерея
- Логотип Asics с 1977 по 2005 год. Шрифт, разработанный Хербом Любалиным, до сих пор используется для линейки «Asics Tiger»
- Пара борцовских кроссовок Asics, модель Split Second V
- Пара кроссовок Asics, модель Gel-Pulse 11
- Asics Gel-Cumulus 22, мужские кроссовки
- Asics Gel-Kayano 26, женские кроссовки